# Абуталипов, Ануар
Ануа́р Абутали́пов (Абуталинов) (7 декабря 1923 — 30 июля 2002) — участник Великой Отечественной войны, командир пулемётного расчёта 13-го гвардейского воздушно-десантного полка 1-й гвардейской воздушно-десантной дивизии 53-й армии 2-го Украинского фронта, Герой Советского Союза (1945), гвардии красноармеец.

## Довоенная биография
Ануар Абуталипов родился 7 декабря 1923 года в ауле Бешарык (по другим данным в ауле Талап) ныне Жанакорганского района Кызылординской области Казахстана.
Окончив начальную школу в ауле Манап Кызылординской области Казахской ССР, Ануар Абуталипов работал в колхозе.

## Участие в Великой Отечественной войне
Ануара Абуталипова призвали в ряды РККА в сентябре 1942 года. На фронт попал в 1943 году.
24 октября 1944 года командир пулемётного расчёта гвардейского воздушно-десантного полка 1-й гвардейской воздушно-десантной дивизии 53-й армии 2-го Украинского фронта гвардии красноармеец Ануар Абуталипов с двумя бойцами смог переправиться под ураганным огнём гитлеровцев через реку Тиса в районе венгерской деревни Тисадорогма. Разведав оборону противника, Ануар Абуталипов стал перевозить бойцов и боеприпасы, сделав за полтора дня 47 рейсов.
Указом Президиума Верховного Совета СССР от 24 марта 1945 года за образцовое выполнение боевых заданий командования на фронте борьбы с немецко-фашистскими захватчиками и проявленные при этом мужество и героизм гвардии красноармейцу Абуталипову Ануару присвоено звание Героя Советского Союза с вручением ордена Ленина и медали «Золотая Звезда».

## Послевоенная биография
В августе 1945 года Ануар Абуталипов, возвратившись с фронта, работал звеньевым рисоводческой бригады в селе Тугискен. Вступил в КПСС в 1949 году. За высокие трудовые показатели был награждён орденом Ленина.
Ануар Абуталипов умер в 30 июля 2002 года. Он был последним Героем Советского Союза из оставшихся в живых кызылординцев.

## Награды
- Медаль «Золотая Звезда» Героя Советского Союза № 3763 (24.03.1945)[2]
- два ордена Ленина (24.03.1945)
- Орден Отечественной войны I степени (06.04.1985)[4]
- медаль «За отвагу» (1944)
- медали

## Увековечивание памяти
- Средней школе № 209 Аккорганского аульного округа Жанакорганского района Кызылординской области присвоено имя Героя Советского Союза Ануара Абуталипова;
- В городе Кызылорда проводится велосипедный марафон в честь Ануара Абуталипова